# Antennaria aromatica
Antennaria aromatica là một loài thực vật có hoa trong họ Cúc. Loài này được Evert mô tả khoa học đầu tiên năm 1984.